# Eva Longoria
Eva Jacqueline Longoria Bastón (Corpus Christi, Texas, 15 de marzo de 1975) es una actriz, directora de cine y televisión, y empresaria estadounidense de origen hispanomexicano. Es conocida por interpretar el papel de Gabrielle Solís en la serie de televisión Desperate Housewives (2004-2012).

## Primeros años
Eva Jacqueline Longoria nació en Corpus Christi, Nueces County, Texas, siendo hija de Enrique Longoria y de Eva Mireles. Tiene ascendencia mexicana y española (concretamente de Asturias, de donde procede su apellido). Fue criada como católica, al estilo estadounidense. No habló español mientras creció y no aprendió el idioma hasta 2009. Longoria es la menor de cuatro hijas, siendo sus hermanas: Elizabeth Judina, Emily Jeannette y Esmeralda Josephina.
Longoria originalmente quería ser modelo de pasarela y envió sus fotos a una agencia de modelos, pero fue rechazada debido a su baja estatura. Longoria asistió a Marvin P. Baker Middle School y más tarde a Roy Miller High School, posteriormente recibió su título de Bachelor of Science en Kinesiología en Texas A&M University-Kingsville. Durante este tiempo, ganó el título de Miss Corpus Christi en 1998. Después de terminar la universidad, un concurso de talentos la llevó a Los Ángeles, California. Poco después, fue descubierta y firmó un contrato con un agente teatral.
A pesar de trabajar en una finca heredada por su familia —a menudo tenían escasez de dinero— Enrique y Eva lucharon durante muchos años para dar a sus hijos una buena educación. En el programa The Oprah Winfrey Show en 2006, Longoria compartió con los televidentes una vista introspectiva de las dificultades a las que se enfrentó en sus años como estudiante y en una familia con pocos recursos; llevó cámaras a la granja de la familia y mostró la dureza de su vida en aquella época. Longoria admitió que solo cuando había triunfado en el mundo del espectáculo, las cosas comenzaron a mejorar para su familia económicamente. En otra entrevista con Stone Phillips en Dateline NBC, también reveló el desaire que había recibido de sus hermanas, 

Yo crecí como el patito feo. Solían llamarme 'La Prieta Fea', dijo Longoria.

## Carrera

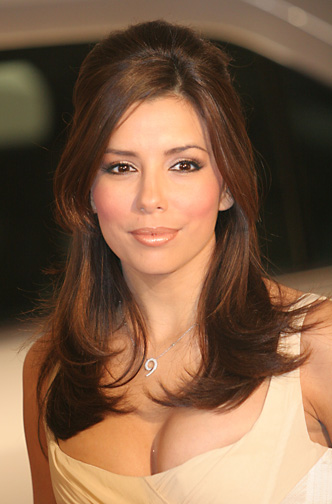
Festival Internacional de Cine de Cannes de 2006 para el estreno de El laberinto del fauno.

### Cine y televisión
Longoria obtuvo sus primeros trabajos como actriz en la televisión. Participó como invitada en los dramas Beverly Hills, 90210 y General Hospital, en el año 2000.
Desde 2001 a 2003, integró el reparto del serial televisivo The Young and the Restless, donde representó el papel de Isabella Braña Williams, una mujer psicótica.
En 2004, Longoria firmó un contrato para protagonizar, junto a Teri Hatcher, Felicity Huffman y Marcia Cross, entre otros, la comedia de televisión de la cadena estadounidense ABC, Desperate Housewives. Allí representa el papel de ‘Gabrielle Solis’, una exmodelo. De todas las series estrenadas en 2004, Desperate Housewives es una de las que se ha mantenido en emisión con altos índices de audiencia y una gran acogida por parte de la crítica. Por su desempeño actoral, Longoria fue nominada al Globo de Oro.
Asimismo, Longoria comenzó a producir programas de televisión y películas, incluyendo The Harvest, John Wick, Devious Maids, Gordita Chronicles y la serie documental Eva Longoria: Searching for Mexico.
En 2023, Longoria tuvo su debut como directora de cine con la película Flamin' Hot, película biográfica sobre Richard Montañez, el conserje de Frito Lay que afirma haber sido el inventor de los Flamin' Hot Cheetos. La película tuvo una función en la Casa Blanca junto al presidente Joe Biden, siendo así la primera película presentada en ese recinto enfocada en personajes latinos.

### Imagen pública
Eva Longoria fue seleccionada como una de las "Personas Más Bellas" de 2003 por la revista People en español, y fue la número uno en la lista de la revista Maxim entre las estrellas más sensuales de 2005, repitiendo la primera posición en 2006.[cita requerida]

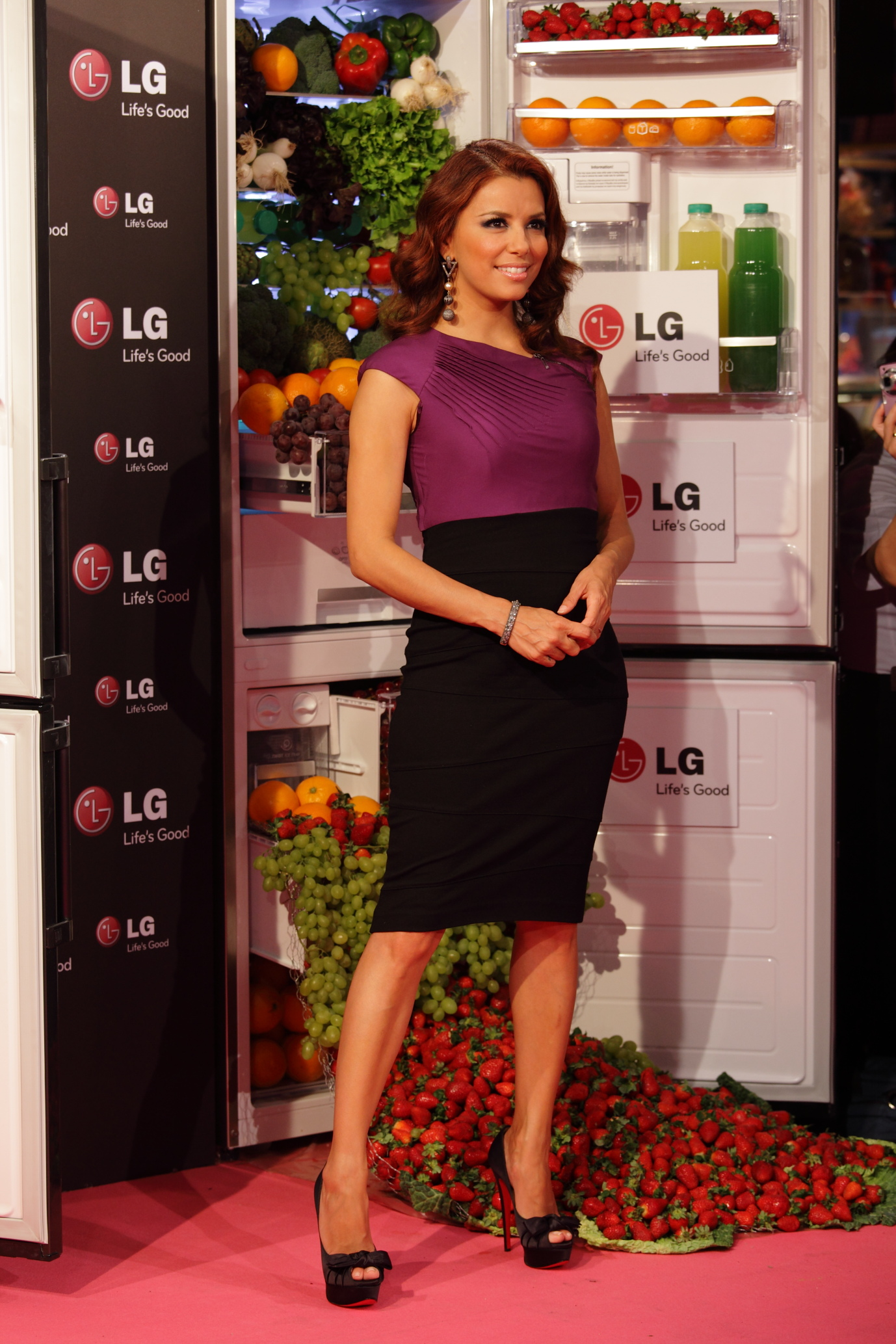
Usa su imagen para vender el refrigerador LG Combi en España, 06/30/10.

Eva sorprendió a los asistentes de los MTV Video Music Awards de la cadena MTV en el año 2005, cuando apareció en un traje de baño de una sola pieza para presentar a Mariah Carey, y bromeó diciendo que "«no iba a dejar que un pequeño huracán evitara que me pusiera mi traje de baño»".[cita requerida]
Trabaja para la firma de cosméticos L'Oréal. En 2020, a causa del confinamiento provocado por el COVID-19, ella misma realizó un comercial de televisión casero para la marca. Lo relevante de este spot es que fue hecho totalmente con un smartphone.
La actriz fue nombrada la "Mujer más sexy de la televisión", por la publicación estadounidense 'TV Guide'. Entre las más de 100 candidatas a este reconocimiento, el personaje de Longoria ‘Gabrielle Solís’ fue el elegido por la revista. Por su parte, Longoria, a quien le llegó este premio cuando su papel estaba pasando por un mal momento —ya que, después de ser una modelo internacional, se le ve con sobrepeso tras su embarazo y ya no se arregla como antes— dijo que este nombramiento es "realmente fantástico".[cita requerida]
En declaraciones publicadas por un portal de Internet, agregó: "Amo a 'Gaby' que ha sido capaz de soportar el paso del tiempo con los malos cortes de pelo y los kilos de más, y todavía es considerada atractiva". Durante su intervención, Longoria explicó que se siente identificada con su nueva imagen en la serie porque "era un patito feo" cuando era pequeña.
Además de su trabajo en la serie, la actriz ha participado como imagen de comerciales que anuncian champú, ropa y helados.[cita requerida]
Ella hizo promoción para el nuevo refrigerador, Combi LG, en Madrid el 30 de junio de 2010. Eva fue la encargada de presentar los premios MTV Europe Music Awards 2010 en España que se celebró el 7 de noviembre.

### Otros
En 2008, Longoria abrió un restaurante de comida mexicana en West Hollywood con un nombre en español llamado "Beso". Ella y su socio Todd English abrieron un segundo Beso Steakhouse en Las Vegas en diciembre de 2009. El Beso en Hollywood va a ser el foco de un episodio piloto para una serie de telerrealidad llamada Beso: Waiting on Fame (Beso: A la espera de la fama) salió al aire en VH1 a finales de 2010.
El 3 de abril de 2017 apareció junto a María Bravo en el programa de televisión El hormiguero.
Desde 2021 es accionista del Club Necaxa y desde 2025 es una de las accionistas del Club Deportivo La Equidad.

## Vida personal

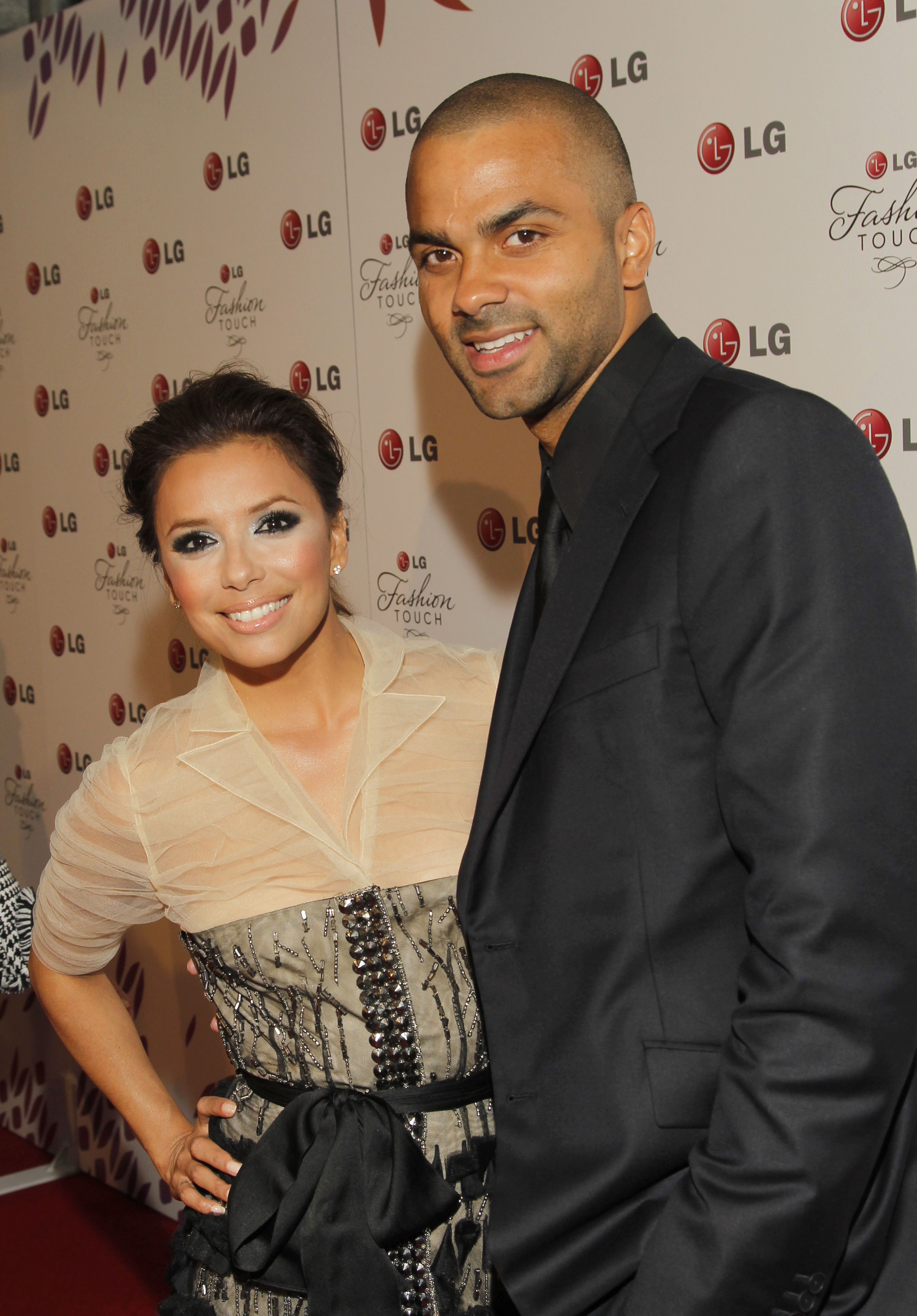
Eva Longoria y Tony Parker en el evento de LG Mobile Phone Touch, el 24 de mayo del 2010.

Estuvo casada con Tyler Christopher, estrella del programa General Hospital, de 2002 a 2004, y durante su matrimonio su nombre aparecía en los créditos como "Eva Longoria Christopher". Estuvo ligada sentimentalmente con JC Chasez, del grupo *NSYNC.
Contrajo matrimonio con el jugador de los San Antonio Spurs, Tony Parker, el 7 de julio de 2007, fecha que cabalísticamente se considera perfecta, por ser 7-7-07. Se casó en el castillo Vaux le Vicomte, en París, un día después del matrimonio civil. Portó un vestido creado por el diseñador venezolano Ángel Sánchez y apareció con un vestido corto de Chanel, algo poco tradicional, para la boda civil. Marcia Cross, que realiza el papel de 'Bree' en Mujeres desesperadas, no asistió al evento por haber dado a luz en fecha cercana a la boda.[cita requerida]
Tiene trastorno por déficit de atención con hiperactividad (TDAH), por lo que ha estado tomando Ritalin desde la infancia.
Tiene tres tatuajes: el primero, en la nuca, es la palabra "Nine" (nueve), que hace referencia al número que porta en su jersey. El segundo, en la muñeca derecha y en números romanos, es la fecha de su matrimonio con Tony Parker, el 7 de julio de 2007. El tercer tatuaje muestra las iniciales de Tony Parker ("TP"), "en un lugar que solo él puede ver". Longoria Parker dijo que estaba deseando tener hijos con su marido, y en julio de 2008 confesó estar ansiosa por formar una familia: "No puedo esperar", dijo en ese momento. Previamente había declarado su intención de trasladarse a Francia con Parker después de la finalización de Desperate Housewives.
Eva Longoria Parker pidió el divorcio el 17 de noviembre de 2010, después de un total de siete años juntos, tres de los cuales casados, citando "diferencias irreconciliables". En su presentación judicial, solicitó que su nombre volviera a ser "Eva Jacqueline Longoria": había tomado el apellido de Parker cuando se casaron, y también solicitó recibir manutención de Parker, pero no pagarle a él. Según un amigo de Parker, él hizo intercambio de textos sexuales a través del teléfono móvil con Erin Barry, la esposa de Brent Barry, un excompañero jugador de baloncesto, pero no hubo relación física con ella. Al parecer, no fue su primera infidelidad conyugal: al principio de su matrimonio tuvo una aventura con la modelo francesa Alexandra Paressant. A la luz del divorcio, Longoria canceló su aparición en los American Music Awards el 21 de noviembre de 2010. Según TMZ, la actriz se borrará sus tatuajes usando láser, incluyendo las iniciales de Parker que se encuentra en sus "partes privadas" a finales del año.
El divorcio se finalizó en Texas el 28 de enero de 2011.
El 13 de diciembre de 2015, Longoria anunció su compromiso con el empresario José Antonio "Pepe" Bastón Patiño, quien entonces era presidente de Televisión de Televisa, la empresa de comunicación más grande del mundo de habla hispana. Pepe Bastón y Eva Longoria se conocieron en la Ciudad de México gracias a una cita a ciegas preparada por un amigo mutuo; en un principio, Bastón no sabía que era Eva Longoria y había declinado la invitación para conocerla debido a su apretada agenda. Sin embargo, finalmente se conocieron y poco tiempo después se hicieron novios. La pareja se casó en Valle de Bravo, en el estado de México, México, el 21 de mayo de 2016.
El 17 de diciembre de 2017, se dio a conocer que Longoria estaba embarazada de su primer hijo. Santiago Enrique Bastón Longoria nació en Los Ángeles, California, el 18 de junio de 2018. 

### Política y filantropía
Longoria es productora ejecutiva de The Harvest (La Cosecha) un documental de Shine Global Inc. que se centra en los 500 000 niños trabajadores agrícolas inmigrantes en los Estados Unidos y actualmente está ayudando a recaudar fondos para la película. Ella es la portavoz nacional de PADRES contra el cáncer.
Longoria fue nombrada Filántropa del Año por la revista 'Hollywood Reporter' por su compromiso con las causas latinas y devolver a la comunidad su reconocimiento. En 2009, Longoria se matriculó en el programa de Maestría para Chicano Studies (en español: Estudios chicanos) y Ciencia política en California State University, Northridge. Según Eva, "debido a mi participación en el NCLR y mi trabajo de caridad, de verdad quería un mejor entendimiento más auténtico a lo que mi comunidad ha pasado para que yo pueda ayudar a crear un cambio."
Obama invitó a Eva Longoria para hablar sobre la inmigración en la Casa Blanca. En octubre de 2011, Longoria presentó al presidente Barack Obama en lo que se consideró por primera vez un latin fundraiser, o sea un recaudador de fondos latino que se celebró en la mansión española de los actores Antonio Banderas y Melanie Griffith. Eva consiguió de entre 200 000 $ y 500 000 $ para la campaña de Obama para su reelección.

### Ancestros

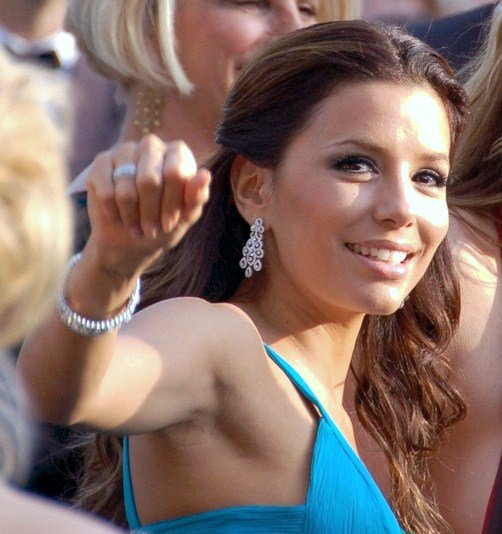
Longoria en los premios Cannes (2009).

En el año 2007, Eva en su visita a la Ciudad de México, reveló en una pequeña entrevista que aunque haya nacido en Texas su familia es de origen mexicano, oriunda de Monterrey en Nuevo León, y que tiene un vínculo muy especial con dicho país, especialmente por su gastronomía.
Según una investigación realizada por el profesor Henry Louis Gates, Jr. de la Universidad de Harvard, para la serie de PBS Faces of América (en español: "Caras de América") que fue transmitido en 2010, sus ancestros españoles se remontan a su noveno bisabuelo, Lorenzo Suárez de Longoria (n. Oviedo, 1592), que emigró en 1603 al Virreinato de Nueva España —actual Estados Unidos Mexicanos— y cuya familia era originaria de un pequeño pueblo llamado Longoria, ubicado en el presente municipio de Belmonte de Miranda del Principado de Asturias, en España.
En el año 1767, su séptimo bisabuelo recibió 4000 ha de tierra a lo largo del río Bravo en una concesión dada por el rey Carlos III de España. Esas tierras se quedaron en la familia por más de un siglo, y en 1848, como consecuencia de la guerra mexicano-estadounidense, la frontera entre ambos países se desplazó hacia el sur y las tierras familiares pasaron a estar situadas en territorio de los Estados Unidos de América, saliendo airosa de la afluencia de colonos anglosajones en las postrimerías de dicha contienda y la Guerra Civil.
En octubre del 2009, se publicó que Eva fue a visitar el pueblo de Longoria en Asturias (España). El pequeño pueblo tiene solo 60 habitantes, con una edad promedio de 70 años, distribuidos en 24 casas. Se cree que uno de los antepasados de la actriz dejó el pueblo rumbo a México.
Comparando los resultados genéticos de las docenas de invitados de Gates, en la prueba de ADN de Eva Longoria, cuyos  resultados llegaron a ser 70 % europeo, 27 % amerindio y 3 % africano, y debido a dichos ancestros amerindios que son de raza mongoloide, está genéticamente relacionada con el violonchelista franco-estadounidense Yo-Yo Ma, de origen chino.
Dado que las mujeres tienen la información genética sexual en dos cromosomas X heredados de ambos progenitores, Eva como tal no heredó el cromosoma Y de su padre pero sí la genética propia de su madre ubicada en el genoma mitocondrial, cuyos genes se transmiten solo de madre a hijos. Según los resultados Eva pertenece al Haplogrupo A2 haciendo de ella una descendiente de una amerindia, específicamente de la etnia maya.
A pesar de los resultados publicado por Gates sobre su ADN, en su aparición en el talk show estadounidense Jimmy Kimmel Live!, el 1º de abril de 2010, Longoria dijo ser "75 % española y el resto maya". Cuando Kimmel le preguntó sobre la mayoría de la gente de México, ella respondió: "Obviamente, hay una mezcla de indígenas y españoles, debido a la conquista, pero yo pensé que era mayormente mexicana". Cómicamente Jimmy Kimmel le dijo lo siguiente: "Espero que todavía tenga algo de credibilidad en la comunidad latina ya que usted ahora es una desconocida".

## Filmografía

### Cine
| Año  | Película                                                 | Personaje               |
| ---- | -------------------------------------------------------- | ----------------------- |
| 2003 | Snitch’d                                                 | Gabby                   |
| 2004 | Señorita Justice                                         | Det. Roselyn Martínez   |
| 2004 | Carlita’s Secret                                         | Carlita / Lexus         |
| 2005 | Hustler's Instinct                                       | Vanessa Santos          |
| 2005 | Harsh Times                                              | Sylvia                  |
| 2006 | The Sentinel                                             | Jill Marin              |
| 2007 | The Heartbreak Kid                                       | Consuelo Cantrow        |
| 2008 | Over Her Dead Body                                       | Kate Spencer            |
| 2008 | Lower Learning                                           | Rebecca Seabrook        |
| 2011 | Without Men                                              | Rosalba Viuda de Patiño |
| 2012 | Cristiada                                                | Tulita Gorostieta       |
| 2012 | The Baytown Outlaws                                      | Celeste Martin          |
| 2012 | Crazy Kind of Love                                       | Marion Hughes           |
| 2013 | A Dark Truth                                             | Mia Francis             |
| 2014 | Frontera                                                 | Paulina Ramírez         |
| 2015 | Any Day                                                  | Jolene                  |
| 2015 | Visions                                                  | Eileen                  |
| 2015 | Refugio                                                  | Ángela                  |
| 2016 | Lowriders                                                | Gloria Alvarez          |
| 2018 | Overboard                                                | Theresa                 |
| 2018 | Dog Days                                                 | Grace                   |
| 2019 | Dora and the Lost City of Gold                           | Elena Márquez           |
| 2020 | Sylvie's Love                                            | Carmen                  |
| 2021 | The Boss Baby: Family Business                           | Carol Templeton (voz)   |
| 2022 | Unplugging                                               | Jeanine Dewerson        |
| 2022 | Aristotle and Dante Discover the Secrets of the Universe | Soledad Quintana        |
| 2022 | Tell It Like a Woman                                     | Ana                     |
| 2023 | Flamin hot                                               | Director                |

### Televisión
| Año       | Película                             | Personaje                | Notas                               |
| --------- | ------------------------------------ | ------------------------ | ----------------------------------- |
| 2000      | Beverly Hills, 90210                 | Asistente de vuelo       | 1 episodio                          |
| 2000      | General Hospital                     | Brenda Barrett Lookalike | 1 episodio                          |
| 2001–2003 | The Young and the Restless           | Isabella Brana Williams  | Papel recurrente                    |
| 2003–2004 | Dragnet                              | Det. Gloria Duran        | Papel principal                     |
| 2004      | The Dead Will Tell                   | Jeanie                   | Película de televisión              |
| 2004–2012 | Desperate Housewives                 | Gabrielle Solis          | Papel principal                     |
| 2006      | George López                         | Brooke                   | 1 episodio                          |
| 2008      | Childrens Hospital                   | La nueva jefa            | 1 episodio                          |
| 2013      | Los Simpson                          | Isabel Gutiérrez (voz)   | 1 episodio                          |
| 2014–2015 | Brooklyn Nine-Nine                   | Sophia Perez             | 4 episodios                         |
| 2015–2016 | Telenovela                           | Ana Sofía Calderón       | Protagonista / Productora ejecutiva |
| 2017      | Empire                               | Charlotte Frost          | 3 episodios                         |
| 2018      | BoJack Horseman                      | Yolanda Madre (Voz)      | 1 episodio                          |
| 2018      | Jane the Virgin                      | Ella misma               | 1 episodio                          |
| 2019      | Grand Hotel                          | Beatriz Mendoza          | 3 episodios                         |
| 2022      | The Proud Family: Louder and Prouder | Melrose Avanúñez (voz)   | Episodio: «Raging Bully»            |
| 2023      | Eva Longoria: Searching for Mexico   | Ella misma               | Presentadora                        |
| 2024      | Land of Women                        | Gala Scott               | Protagonista / Productora ejecutiva |
| 2024      | Only Murders in the Building         | Ella misma               | Papel recurrente (T4)               |

### Videoclips
| Año  | Sencillo              | Artista          |
| ---- | --------------------- | ---------------- |
| 1999 | "Shake Your Bon-Bon"  | Ricky Martin     |
| 2005 | "Unpredictable"       | Jamie Foxx       |
| 2006 | "A Public Affair"     | Jessica Simpson  |
| 2007 | "Balance Toi"         | Tony Parker      |
| 2009 | "Desde cuando"        | Alejandro Sanz   |
| 2011 | "I Like How It Feels" | Enrique Iglesias |

## Reconocimientos

### Distinciones honoríficas
Españolas
- Dama del Real Cuerpo de la Nobleza del Principado de Asturias (Oviedo, 5 de noviembre de 2022).[45]
- Premio Platino de Honor 2025.[46]

### Premios y nominaciones
Premios Globos de Oro
| Año  | Categoría                                               | Película             | Resultado |
| ---- | ------------------------------------------------------- | -------------------- | --------- |
| 2006 | Mejor actriz de serie de televisión - Comedia o musical | Desperate Housewives | Nominada  |

Premios del Sindicato de Actores
| Año  | Categoría                             | Película             | Resultado |
| ---- | ------------------------------------- | -------------------- | --------- |
| 2005 | Mejor reparto de televisión - Comedia | Desperate Housewives | Ganadora  |
| 2006 | Mejor reparto de televisión - Comedia | Desperate Housewives | Ganadora  |
| 2007 | Mejor reparto de televisión - Comedia | Desperate Housewives | Nominada  |
| 2008 | Mejor reparto de televisión - Comedia | Desperate Housewives | Nominada  |
| 2009 | Mejor reparto de televisión - Comedia | Desperate Housewives | Nominada  |